# Sydsamisk
Sydsamisk er et samisk og finsk-ugrisk sprog som tales i Norge og Sverige af omkring 700-1000 mennesker. Det er i slægt med nordsamisk, finsk og estisk.
Sydsamisk er i dag officielt sprog i to fylker og fire kommuner i Norge:
- Hattfjelldal/Aarborte i Nordland
- Røyrvik/Raarvihke i Trøndelag
- Snåsa/Snåase i Trøndelag
- Røros/Plaassje i Trøndelag